# Einbaumotor
Einbaumotor ist ein Begriff aus der Fahrzeugtechnik und allgemeiner im Maschinenbau. Mit Einbaumotor wird ein Verbrennungs- oder Elektromotor bezeichnet, der zur Ausrüstung einer Maschine oder eines Fahrzeugs vom Hersteller der Maschine oder des Fahrzeugs nicht selbst entwickelt und gebaut, sondern bei einem anderen Hersteller bzw. Unterlieferanten zugekauft und dann in das eigene Produkt eingebaut wird.
Anwendungsbeispiele:
- Einbaumotoren der frühen Motorrad-Ära, ca. 1910 bis 1930. Viele kleine Hersteller von Fahrrädern expandierten in das Motorradgeschäft und bauten größere motorisierte Fahrzeuge, ohne jedoch die konstruktiven und fertigungstechnischen Möglichkeiten zu haben, einen eigenen Motor zu entwickeln – sie kauften die Motoren zu, die „Einbaumotoren“. Führend in diesem Geschäft waren einige englische und Schweizer Unternehmen, vorrangig J.A.P. und Motosacoche.
 Seit den 1970er Jahren findet diese Praxis zum Beispiel bei den Konstrukteuren Arturo Magni (ITA) und Fritz Egli (CH) Verwendung, die in ihren eigenentwickelten Performance-Fahrwerke leistungsgesteigerte Motoren verschiedener Großserien-Hersteller einsetzen.
- Einbaumotoren in Automobilen (z. B. der Motor eines Triumph Herald in den Berliner Amphicar 770). In den USA ist auch heute noch ein offener Werksverkauf meist leistungsstarker Motorvarianten als Crate-engine (Palettenmotor) anzutreffen, ausgerichtet auf private Bastler und Kleinserienhersteller[1].
- Einbaumotoren für Flugzeuge (z. B. Porsche PFM 3200) oder (Ultra-)Leichtflugzeuge
- Motoren für die Waldarbeit. Heute sind insbesondere kleine Diesel- und Zweitaktmotoren als Einbaumotoren anzutreffen. Die Unternehmen Hatz und Lombardini mögen als Beispiel dienen.
- Motoren von Schiffen sind praktisch immer Einbaumotoren. Schiffswerften sind nur in seltenen Fällen zugleich auch die Erbauer der Motoren. Die meisten Schiffsbaubetriebe nutzen Einbaumotoren, die im Bereich von Yachten z. B. für den Leistungsbedarf zwischen 50 und 200 PS oft sogenannte „marinisierte“ PKW-Motoren oder kleine LKW-Motoren sind. „Marinisiert“ bedeutet dabei, die Auspuffanlagen, die Kühlsysteme und die Antriebe (Schwungscheibe, Kupplung, Getriebeglocke) so umzubauen, dass ein Betrieb auf Binnengewässern oder im Meer möglich wird.
- Generator-Antriebe und Motorantriebe als Hilfsaggregate, z. B. zur Vorsorge gegen Stromausfall. Praktisch in jedem Krankenhaus mit Operationstrakt befindet sich im Keller ein Notstromaggregat, bestehend aus einem LKW-Motor und einem Generator und elektrischen Steuerungseinrichtungen. Das Notstromaggregat wird bei Stromausfall automatisch gestartet, um die Operationssäle und weitere unentbehrliche Geräte mit Strom zu versorgen.
- Motoren in Heizkraftwerken („Kraft-Wärme-Kopplung“)
- Motoren von Diesellokomotiven
- Motoren von Panzern
- Notfallantriebe in Industrieanlagen, z. B. Pumpensysteme von Kernkraftwerken oder der Notantrieb eines Drehrohrofens, um das Weiterlaufen wichtiger Prozesse zu sichern und zu verhindern, dass im Fall eines durch Stromausfall verursachten Stillstandes große Schäden entstünden.
- Notantriebe von Seilbahnen
- Motoren für stromferne Pumpensysteme. Mobile Pumpenausrüstungen von Feuerwehren, die z. B. früher in Westdeutschland oft einen im Gestell tragbaren VW-Käfer-Motor als Hauptpumpenantrieb nutzten.

Viele Motorenhersteller suchen aus Kapazitäts- und Auslastungsgründen nach Wegen, ihren Produkten zusätzliche Märkte zu erschließen – sie suchen damit Absatzwege für ihre Motoren auch als Einbaumotoren. Dafür ist neben den  technischen Voraussetzungen in Entwicklung, Fertigung und Logistik und den entsprechenden Vertriebsaktivitäten auch eine technische Dokumentation erforderlich – Maßskizzen, Diagramme zu Drehmomentverlauf, Leistungsverhalten, Betriebsmittel- und Schmiermittelverbrauch, Bedienungs- und Einbauanleitungen und Ersatzteillisten sind zu erstellen, um Motoren am Markt als Einbaumotoren anbieten zu können.